# بفلوفيا شحيمة
بفلوفيا شحيمة (الاسم العلمي: Pavlova pinguis) هي نوع من الأسناخ صبغية يتبع جنس البفلوفيا من الفصيلة البفلوفية.